# Jodłowa

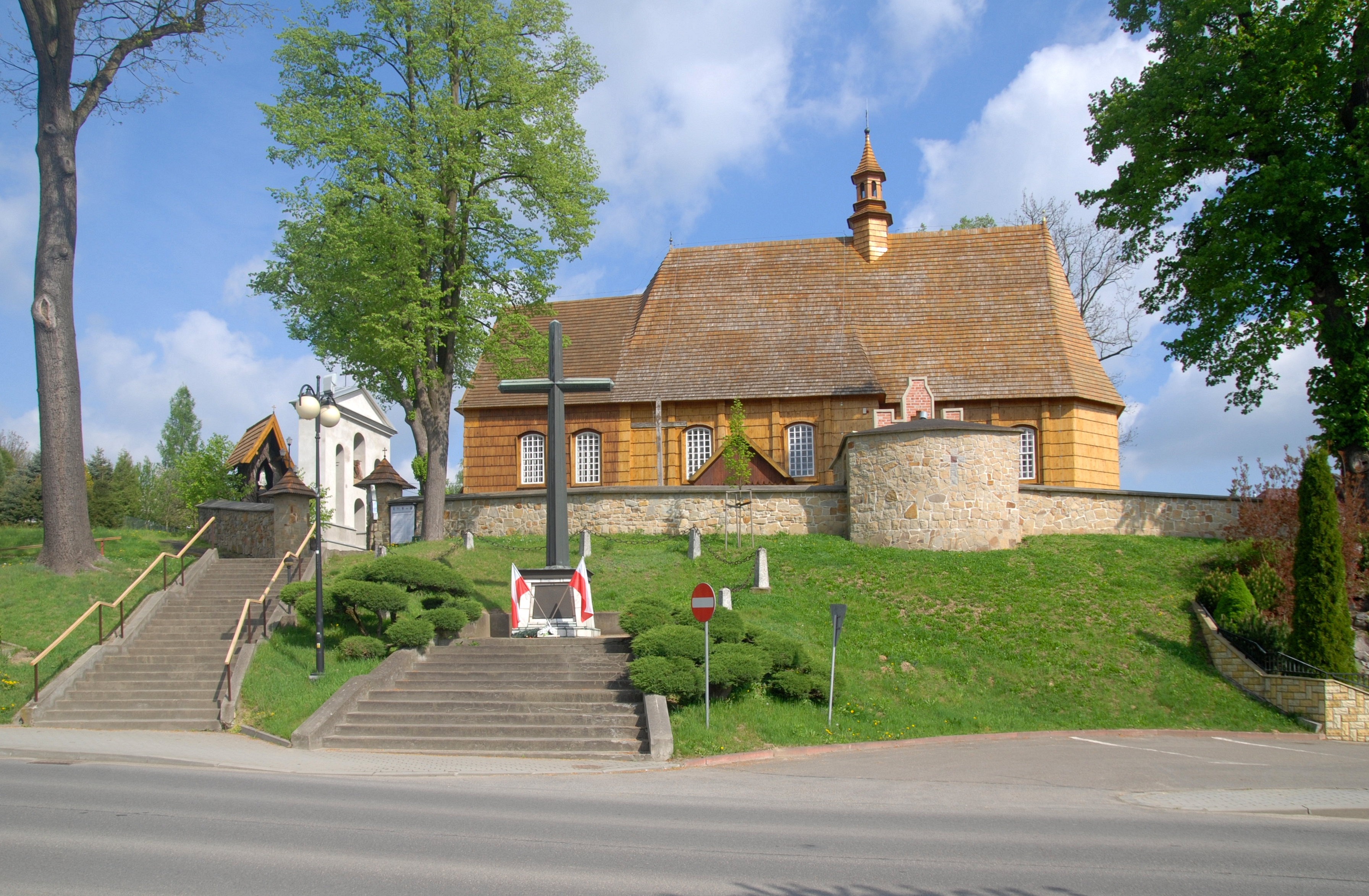
Holzkirche (1670–1679)

Jodłowa ist eine ehemalige Stadt, jetzt ein Dorf in der Gemeinde Jodłowa im Powiat Dębicki in der Woiwodschaft Karpatenvorland in Polen.

## Geographie
Der Ort liegt am Bach Jodłówka im Ciężkowice-Gebirge, nördlich des Brzanka-Kamms (534 m). Die Nachbarorte sind Lubcza, Dzwonowa und Dęborzyn im Norden, Przeczyca im Osten, Dębowa und Błażkowa im Südosten, Czermna im Süden, sowie Kowalowa und Swoszowa im Westen.
Das Dorf ist zwischen drei Schulzenämter geteilt: Jodłowa Dolna, Jodłowa Górna, sowie Jodłowa Wisowa.

## Geschichte
Der Ort wurde laut zwei Gründungspriviliegen König Kasimirs des Großen gegründet, wirksam nur nach dem zweiten aus dem Jahr 1359 auf 80 fränkischen Hufen bachaufwärts [der älteren Siedlung]. Er wurde erstmals als Jodloua im Jahr 1354 bzw. im Jahr 1359 im Satz In sylva iuxta fluvium Jodlowa ... villam... locandi damus ... nomen eidem villae ex nunc Jodlowa imponendo erwähnt. Später tauchten in der Quellen zwei Orte unter unterschiedlichen Namen: zuerst duplex Jodlowa (1390), Jodlowa Polonicali (1403), Superiori Jodlowa (1412), Jodlowa Theutonicali (1417), Jodlowa Inferiori (1418), Jodlowa Magna (1420), Polonicali seu Superiori Jodlowa (1425), Jodlowa majori (1434), Jodlowa Theutonicali seu Inferiori (1452), Jodlowa (1478), in Iodlowe Gorne Polskye (1498), Jodlowa Almanicali (1502), Scultetiam inferiorem alias Dulne in villa... Gedlowa (1519), Magna et Parva Jodlova (1527), Jodlova Polonorum, Jodlova Almanorum (1529), Jodłowa Polska... Jodłowa Niemiecka (1581), wieś Jodłowa (1765), Iodlowa oppidum (1794). Der Name ist vom polnischen Wort jodła (eine Tanne) mit dem Suffix -owa, oder vom Adjektiv jodłowy, vielleicht nach dem örtlichen Bach, abgeleitet. Die ergänzenden Adjektive schwankten zwischen vielen Formen. Das untere, größere Dorf wurde als theutonicali/almanicali/niemiecka (wörtlich deutsch – in Bezug auf das deutsche Recht, kurzfristig auch im benachbarte Lubcza benutzt) bzw. inferiori/dulna/dolna/magna/majori (Unter-/ Groß-), während das obere, kleinere Dorf als polonicali/polska (wörtlich polnisch) bzw. superiori/parva/górna/minor (Ober-/ Klein-) bezeichnet.
Die zwei Orte gehörten zunächst zum Königreich Polen (ab 1569 Adelsrepublik Polen-Litauen), Woiwodschaft Krakau, Kreis Biecz. Um das Jahr 1600 war das Dorf Jodłowa Niemiecka (Dolna) eines der größten im Kreis, mit über 400 Einwohnern, während Jodłowa Polska (Górna) zwischen 200 und 400 hatte. Zwischen den Jahren 1733 bis 1933 hatte der Ort das Stadtrecht.
Bei der Ersten Teilung Polens kam Jodłowa 1772 zum neuen Königreich Galizien und Lodomerien des habsburgischen Kaiserreichs (ab 1804). Ab dem Jahr 1855 gehörte Jodłowa zum Bezirk Pilzno.
1918, nach dem Ende des Ersten Weltkriegs und dem Zusammenbruch der k.u.k. Monarchie, kam Jodłowa zu Polen. Unterbrochen wurde dies nur durch die Besetzung Polens durch die Wehrmacht im Zweiten Weltkrieg. Von 1975 bis 1998 gehörte Jodłowa zur Woiwodschaft Tarnów.

## Persönlichkeiten
- Barbara Kostrzewska (1915–1986), Sängerin und Musikpädagogin; geboren in Jodłowa
- Stanislaus Zbyszko (1879–1967), polnischer Ringer; geboren in Jodłowa.
- Mieczysław Jastrun (1903–1983), polnischer Schriftsteller, Essayist und Übersetzer; gewuchsen in Jodłowa.